# Червенолика мравчена астрилда
Червенолика мравчена астрилда (Parmoptila rubrifrons) е вид птица от семейство Estrildidae. Видът е почти застрашен от изчезване.

## Разпространение
Разпространен е в Кот д'Ивоар, Гана, Гвинея, Либерия и Сиера Леоне.